# Frigga rufa
Frigga rufa là một loài nhện trong họ Salticidae.
Loài này thuộc chi Frigga. Frigga rufa được Lodovico di Caporiacco miêu tả năm 1947.